# World Doubles Championships 1986 - Doppio
Il doppio del torneo di tennis World Doubles Championships 1986, facente parte del Virginia Slims World Championship Series 1986, ha avuto come vincitrici Barbara Potter e Pam Shriver che hanno battuto in finale Kathy Jordan e Elizabeth Smylie con il punteggio di 6–4, 6–3.

## Teste di serie
1. Barbara Potter /  Pam Shriver (Campionesse)
2. Kathy Jordan /  Elizabeth Smylie (finale)

1. Hana Mandlíková /  Wendy Turnbull (semifinali)
2. Elise Burgin /  Sharon Walsh-Pete (primo turno)

## Tabellone

### Legenda
| - Q = Qualificato - WC = Wild card - LL = Lucky loser | - ALT = Alternate - SE = Special Exempt - PR = Protected Ranking | - w/o = Walkover - r = Ritirato - d = Squalificato |

|  | Primo turno | Primo turno                     | Primo turno                     | Primo turno | Primo turno |  |  | Semifinali | Semifinali                     | Semifinali                     | Semifinali                    | Semifinali                    |   |   | Finale | Finale                     | Finale                     | Finale | Finale |  |
|  |             |                                 |                                 |             |             |  |  |            |                                |                                |                               |                               |   |   |        |                            |                            |        |        |  |
|  | 1           | Barbara Potter Pam Shriver      | Barbara Potter Pam Shriver      | 6           | 6           |  |  |            |                                |                                |                               |                               |   |   |        |                            |                            |        |        |  |
|  |             | Rosalyn Fairbank Candy Reynolds | Rosalyn Fairbank Candy Reynolds | 2           | 4           |  |  | 1          | Barbara Potter Pam Shriver     | Barbara Potter Pam Shriver     | 6                             | 7                             |   |   |        |                            |                            |        |        |  |
|  | 3           | Hana Mandlíková Wendy Turnbull  | 6                               | 7           | 7           |  |  | 3          | Hana Mandlíková Wendy Turnbull | Hana Mandlíková Wendy Turnbull | 3                             | 6                             |   |   |        |                            |                            |        |        |  |
|  |             | Mary-Lou Piatek Anne White      | 7                               | 5           | 5           |  |  |            |                                |                                |                               |                               |   |   | 1      | Barbara Potter Pam Shriver | Barbara Potter Pam Shriver | 6      | 6      |  |
|  |             | S Parkhomenko Larisa Savchenko  | 4                               | 6           | 6           |  |  |            |                                | 2                              | Kathy Jordan Elizabeth Smylie | Kathy Jordan Elizabeth Smylie | 4 | 3 |        |                            |                            |        |        |  |
|  | 4           | Elise Burgin S Walsh-Pete       | 6                               | 3           | 4           |  |  |            | S Parkhomenko Larisa Savchenko | 1                              | 6                             | 2                             |   |   |        |                            |                            |        |        |  |
|  | 2           | Kathy Jordan Elizabeth Smylie   | Kathy Jordan Elizabeth Smylie   | 7           | 7           |  |  | 2          | Kathy Jordan Elizabeth Smylie  | 6                              | 2                             | 6                             |   |   |        |                            |                            |        |        |  |
|  |             | Gigi Fernández Robin White      | Gigi Fernández Robin White      | 6           | 5           |  |  |            |                                |                                |                               |                               |   |   |        |                            |                            |        |        |  |